# Изомер (хемијски)
Изомерија (гр. једнак удео) је појава постојања два хемијска једињења, или више њих, која имају исти хемијски састав, исту молекулску масу, исту молекулску формулу, а различиту хемијску структуру, физичка својства, и структурну формулу. Таква једињења носе назив изомери. Изомерија је веома честа појава у органској хемији за разлику од неорганске. Изомери код којих нема бочних низова (рачвања) називају се нормални или n-изомери. Постоји више врста изомерије од којих је најпознатија изомерија низа.
Изомери не морају нужно да деле сличне хемијске или физичке особине. Два главна облика изомеризма су структурна или конституциона изомерија, у којој се везе између атома разликују; и стереоизомерија или просторна изомерија, у којој су везе исте, али се релативни положаји атома разликују.
Изомерни односи формирају хијерархију. Две хемикалије могу бити исти конститутивни изомер, али након дубље анализе бити стереоизомери један другог. Два молекула који су исти стереоизомер један другог могу бити у различитим конформационим облицима или имати различите изотопологије. Дубина анализе зависи од области проучавања или хемијских и физичких особина од интереса.
Енглеска реч „изомер“ је повратна формација од „изомеран“, која је позајмљена преко немачког isomerisch из шведског isomerisk; који је пак скован од грчког ἰσόμερoς isómeros, са коренима isos = „једнак”, méros = „део”.

## Структурни изомери
Structural isomers have the same number of atoms of each element (hence the same molecular formula), but the atoms are connected in distinct ways.

### Изомерија алкана
Код алкана јавља се изомерија низа. Функционалне групе су другачије распоређене код изомера. На пример, изомери пентана су (види слику):
1. пентан
2. 2-метилбутан
3. 2,2-диметилпропан

Број изомера се повећава како угљоводоник има више атома угљеника.
- Бутан - 2 изомера
- Пентан - 3 изомера
- Хексан - 5 изомера
- Хептан - 9 изомера
- Октан - 18 изомера
- Нонан - 35 изомера
- Декан - 75 изомера

### Изомерија алкена и алкина
Код алкена и алкина, то јест незасићених угљоводоника, јавља се изомерија низа (као код алкана) и изомерија положаја. Код изомера положаја, незасићена веза (двострука или трострука) налази се на различитим местима/атомима угљеника. На пример, бутен (C4H8) има 3 изомера:
1. 1-бутен (двострука веза на првом C атому)
2. 2-бутен (двострука веза на другом C атому)
3. 2-метил-1-пропен

- 1-бутен
- 2-бутен
- 2-метил-1-пропен

## Стереоизомеризам
Стереоизомери имају исте атоме или изотопе повезане везама истог типа, али се разликују по својим облицима — релативним положајима тих атома у простору, осим ротација и транслација
У теорији, може се замислити да се било који просторни распоред атома молекула или јона постепено мења у било који други распоред на бесконачно много начина, померањем сваког атома дуж одговарајуће путање. Међутим, промене положаја атома ће генерално променити унутрашњу енергију молекула, која је одређена угловима између веза у сваком атому и растојањима између атома (без обзира да ли су повезани или не).
Конформациони изомер је распоред атома молекула или јона за који је унутрашња енергија локални минимум; то јест, распоред такав да ће свака мала промена положаја атома повећати унутрашњу енергију, а самим тим резултирати силама које теже да потисну атоме назад у првобитне положаје. Промена облика молекула са таквог енергетског минимума {\displaystyle {\ce {A}}} у други енергетски минимум {\displaystyle {\ce {B}}} ће стога захтевати пролазак кроз конфигурације које имају већу енергију од {\displaystyle {\ce {A}}} и {\displaystyle {\ce {B}}}. То јест, конформациони изомер је одвојен од било ког другог изомера енергетском баријером: количином која се привремено мора додати унутрашњој енергији молекула да би прошао кроз све међуконформације дуж „најлакшег“ пута (оног који минимизира тај износ).
Класичан пример конформационог изомеризма је циклохексан. Алкани генерално имају минималну енергију када су {\displaystyle {\ce {C-C-C}}} углови близу 110 степени. Конформације молекула циклохексана са свих шест атома угљеника у истој равни имају већу енергију, јер неки или сви {\displaystyle {\ce {C-C-C}}} углови морају бити далеко од те вредности (120 степени за правилан шестоугао). Тако конформације које су локални енергетски минимуми имају просторно заокренут прстен, према једном од два обрасца позната као столица (са угљеницима наизменично изнад и испод њихове средње равни) и чамац (са два супротна угљеника изнад равни, а други четири испод њега).
Ако је енергетска баријера између два конформациона изомера довољно ниска, може се превазићи насумичним уносима топлотне енергије коју молекул добија од интеракције са околином или од сопствених вибрација. У том случају, два изомера се такође могу сматрати једним изомером, у зависности од температуре и контекста. На пример, две конформације циклохексана се веома брзо претварају једна у другу на собној температури (у течном стању), тако да се у хемији обично третирају као један изомер.
У неким случајевима, баријера се може прећи квантним тунелисањем самих атома. Овај последњи феномен спречава раздвајање стереоизомера флуорохлороамина {\displaystyle {\ce {NHFCl}}} или водоник пероксида {\displaystyle {\ce {H2O2}}}, јер се две конформације са минималном енергијом међусобно конвертују за неколико пикосекунди чак и на веома ниским температурама.
Насупрот томе, енергетска баријера може бити толико висока да би најлакши начин за њено превазилажење захтевао привремено прекидање, а затим реформисање или више веза молекула. У том случају, два изомера су обично довољно стабилна да се изолују и третирају као различите супстанце. За ове изомере се онда каже да су различити конфигурациони изомери или „конфигурације“ молекула, а не само две различите конформације. (Међутим, треба имати на уму да су термини „конформација“ и „конфигурација“ у великој мери синоними ван хемије, а њихово разликовање може бити контроверзно чак и међу хемичарима.)

### Енантиомери
За два једињења се каже да су енантиомери ако су њихови молекули огледало један другог, тако да се не могу поклапати само ротацијама или транслацијама - као лева и десна рука. За два облика се каже да су хирална.
Класичан пример је бромохлорофлуорометан ({\displaystyle {\ce {CHFClBr}}}). Два енантиомера се могу разликовати, на пример, по томе да ли се пут {\displaystyle {\ce {F->Cl->Br}}} окреће у смеру казаљке на сату или у супротном смеру гледано са атома водоника. Да би се једна конформација променила у другу, у неком тренутку та четири атома би морала да леже у истој равни - што би захтевало знатно напрезање или прекид њихових веза са атомом угљеника. Одговарајућа енергетска баријера између две конформације је толико висока да практично нема конверзије између њих на собној температури и могу се сматрати различитим конфигурацијама.
За разлику од тога, једињење хлорофлуорометан {\displaystyle {\ce {CH2ClF}}} није хирално: одраз његовог молекула у огледалу се такође добија са пола окрета о одговарајућој оси.
Други пример хиралног једињења је 2,3-пентадиен {\displaystyle {\ce {H3C-CH=C=CH-CH3}}}, угљоводоник који садржи две двоструке везе које се преклапају. Двоструке везе су такве да су три средња угљеника у правој линији, док прва три и последња три леже на окомитим равнима. Молекул и његова слика у огледалу се не могу преклапати, иако молекул има осу симетрије. Два енантиомера се могу разликовати, на пример, по правилу десне руке. Ова врста изомеризма се назива аксијална изомерија.
Енантиомери се понашају идентично у хемијским реакцијама, осим када реагују са хиралним једињењима или у присуству хиралних катализатора, као што је већина ензима. Из овог другог разлога, два енантиомера већине хиралних једињења обично имају значајно различите ефекте и улоге у живим организмима. У биохемији и науци о храни, два енантиомера хиралног молекула - као што је глукоза - се обично идентификују и третирају као веома различите супстанце.
Сваки енантиомер хиралног једињења типично ротира раван поларизоване светлости која пролази кроз њега. Ротација има исту величину, али супротни смер за два изомера, и може бити користан начин разликовања и мерења њихове концентрације у раствору. Из тог разлога, енантиомери су се раније називали „оптички изомери“. Међутим, овај термин је двосмислен и IUPAC не препоручује његову примену.‍:p. 1203
Стереоизомери који нису енантиомери се називају дијастереомери. Неки дијастереомери могу да садрже хирални центар, неки не.‍:pp. 52–53
Неки парови енантиомера (као што су они код транс-циклооктена) могу се међусобно конвертовати унутрашњим покретима који само незнатно мењају дужину везе и углове. Други парови (као што је CHFClBr) се не могу међусобно конвертовати без прекидања веза и стога су различите конфигурације.

## Изомеризација
Изомеризација је процес којим се један молекул трансформише у други молекул који има потпуно исте атоме, али су атоми преуређени. У неким молекулима и под неким условима, изомеризација се јавља спонтано. Многи изомери су једнаки или приближно једнаки у енергији везе, те постоје у приближно једнаким количинама, под условом да могу релативно слободно да се међусобно конвертују, односно енергетска баријера између два изомера није превисока. Када се изомеризација одвија интрамолекуларно, сматра се реакцијом преуређивања.
Пример органометалне изомеризације је производња декафенилфероцена,  из његовог везаног изомера.
Синтеза фумарне киселине
Индустријска синтеза фумарне киселине одвија се цис-транс изомеризацијом малеинске киселине:
Топоизомеразе су ензими који могу да пресеку и реформишу кружну ДНК и тако промене њену топологију.